# لغة شينا
يتكلم لغة شينا الداردية شعب كلكت بلتستان في باكستان، إذ يتحدث بها ثلاث مئة ألف باكستاني. هذه اللغة محكية كذلك في بعض أقاليم الهند ككشمير الشمالية، حيث ببلغ عدد المتحدثين بها واحدا وعشرين ألفا.
ويتكلم بها الناس في إقليم كلكت بلتستان وهي المناطق الشمالية لباكستان ومن المناطق التي يتكلم بها الناس في باكستان:
كلكت - كوهستان - داريل - تانكير - غذر - ديامر - جلاس - جلكوت - جكلوت - سكار كوئي - بسين- كاركاه - هنزه - جلال آباد - بري بنكله - بونجي - استور- بونيال.

## حواش
1. ↑  شينا – ولفرم‌ألفا نسخة محفوظة 07 مارس 2016 على موقع واي باك مشين.